# 李恒 (植物学者)
李 恒（り こう、1929年3月9日 - 、女性）は、中華人民共和国湖南省衡陽市出身の植物学者である。中国科学院昆明植物研究所に在籍し『中国植物志』の編者の一人として携わり、雲南省の植物、特にサトイモ科の研究に大きな貢献をした。
2013年には国際サトイモ科学会よりハインリッヒ・ヴィルヘルム・ショット賞が贈られた。